# Roy Hegreberg

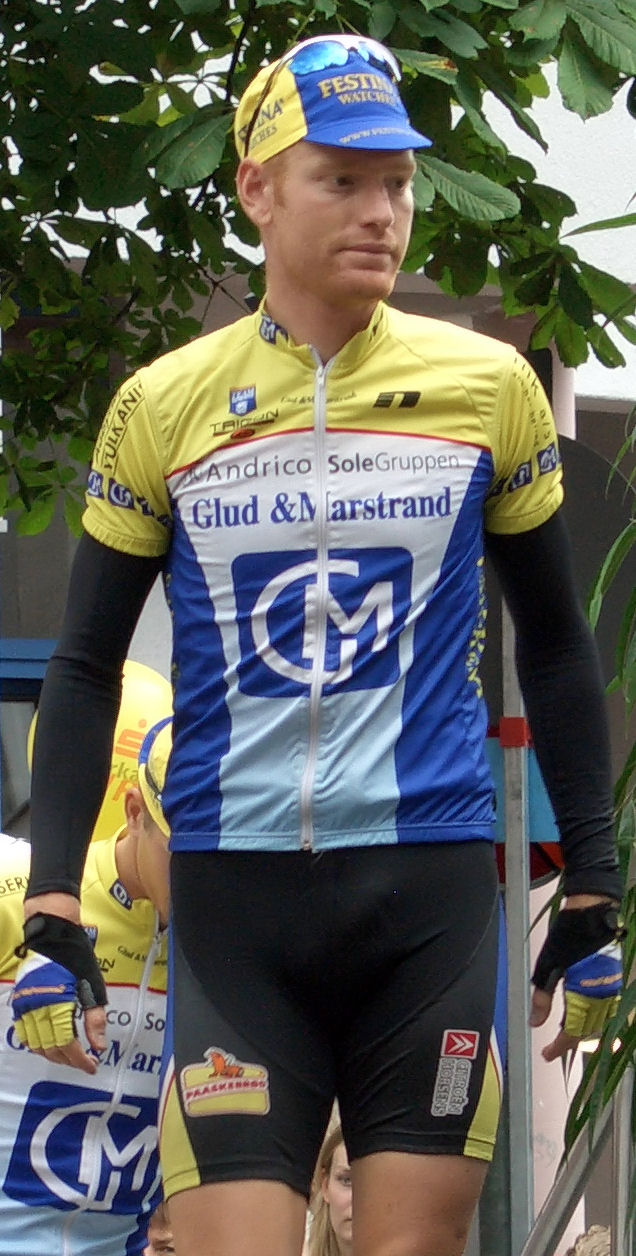
Roy Hegreberg

Roy Hegreberg (* 25. März 1981) ist ein ehemaliger norwegischer Radrennfahrer.
Roy Hegreberg begann seine Karriere 2004 bei dem belgischen Jartazi Granville Team. 2005 wechselte er zur dänischen Mannschaft Glud & Marstrand Horsens, wo er eine Etappe beim Ringerike Grand Prix gewann und Vierter der Gesamtwertung wurde. 2006 gewann er die Union Race Open in Schweden. 2007 wechselte er zu dem norwegischen Continental Team Sparebanken Vest und im Saison 2008 für das Team GLS. In den letzten drei Jahren seiner Laufbahn fuhr er für  Sparebanken Vest-Ridley. 2010 wurde er norwegischer Meister im Kriterium und gewann eine Etappe der Tour de Pyrénées.

## Erfolge
2005
- eine Etappe Ringerike Grand Prix

2010
- Norwegischer Meister – Kriterium
- eine Etappe Tour des Pyrénées

## Teams
- 2004 Jartazi Granville
- 2005 Glud & Marstrand Horsens
- 2006 Glud & Marstrand Horsens
- 2007 Sparebanken Vest
- 2008 Team GLS
- 2009 Sparebanken Vest-Ridley
- 2010 Sparebanken Vest-Ridley
- 2011 Sparebanken Vest-Ridley